# Lebetain
Lebetain is een gemeente in het Franse departement Territoire de Belfort in de regio Bourgogne-Franche-Comté en telt 393 inwoners (1999). De plaats maakt deel uit van het arrondissement Belfort. In het Elzassisch of het Duits heette de plaats vroeger Liebthal.

## Geschiedenis
De gemeente werd in 1972 als commune associée opgenomen in de gemeente Delle. In 1980 werd dit ongedaan gemaakt.

## Geografie
De oppervlakte van Lebetain bedraagt 4,8 km², de bevolkingsdichtheid is 81,9 inwoners per km².
De onderstaande kaart toont de ligging van Lebetain met de belangrijkste infrastructuur en aangrenzende gemeenten.

## Demografie
Onderstaande figuur toont het verloop van het inwonertal (bron: INSEE-tellingen).